# Hans Rudolf Vaget
Hans Rudolf Vaget, né le 2 février 1938 à Marienbad, (Tchécoslovaquie ) est un germaniste allemand ayant enseigné aux États-Unis.

## Biographie
Natif des Sudètes, il étudie à Munich, à Tübingen, à l'université du Pays de Galles à Cardiff et à l'université Columbia à New York. De 1967 à 2004, il est professeur d’études allemandes et de littérature comparée au Smith College (Northampton, Massachusetts). Il est ensuite professeur invité à l'Université de Californie, Irvine, Yale, Columbia, Princeton, à l'université du Massachusetts Amherst,au Middlebury College et à l'université de Hambourg. Vaget est cofondateur de la Goethe Society of North America dont il est pendant un temps président.
Ses recherches portent notamment sur Goethe, Wagner et Thomas Mann, sur lesquels il a publié de nombreux ouvrages. Il fait partie de l'équipe éditoriale des éditions Thomas-Mann et il est aussi  l'un des rédacteurs du magazine wagnerspectrum, fondé en 2005.
En 1994, il reçoit la médaille Thomas Mann à Lübeck ; c'est Inge Jens qui prononce à cette occasion son discours de Laudatio. Il a été membre de la Fondation Andrew W. Mellon en 2011 et de l' Académie américaine de Berlin en 2012.
Vaget est l’un des trois « compagnons de plusieurs décennies » à qui Dieter Borchmeyer a dédié son livre Was ist Deutsch? Die Suche einer Nation nach sich selbst (Qu’est-ce que l’allemand ? La quête d'une nation pour elle-même) « dans la gratitude et l'amitié ».

## Œuvres sélectionnées

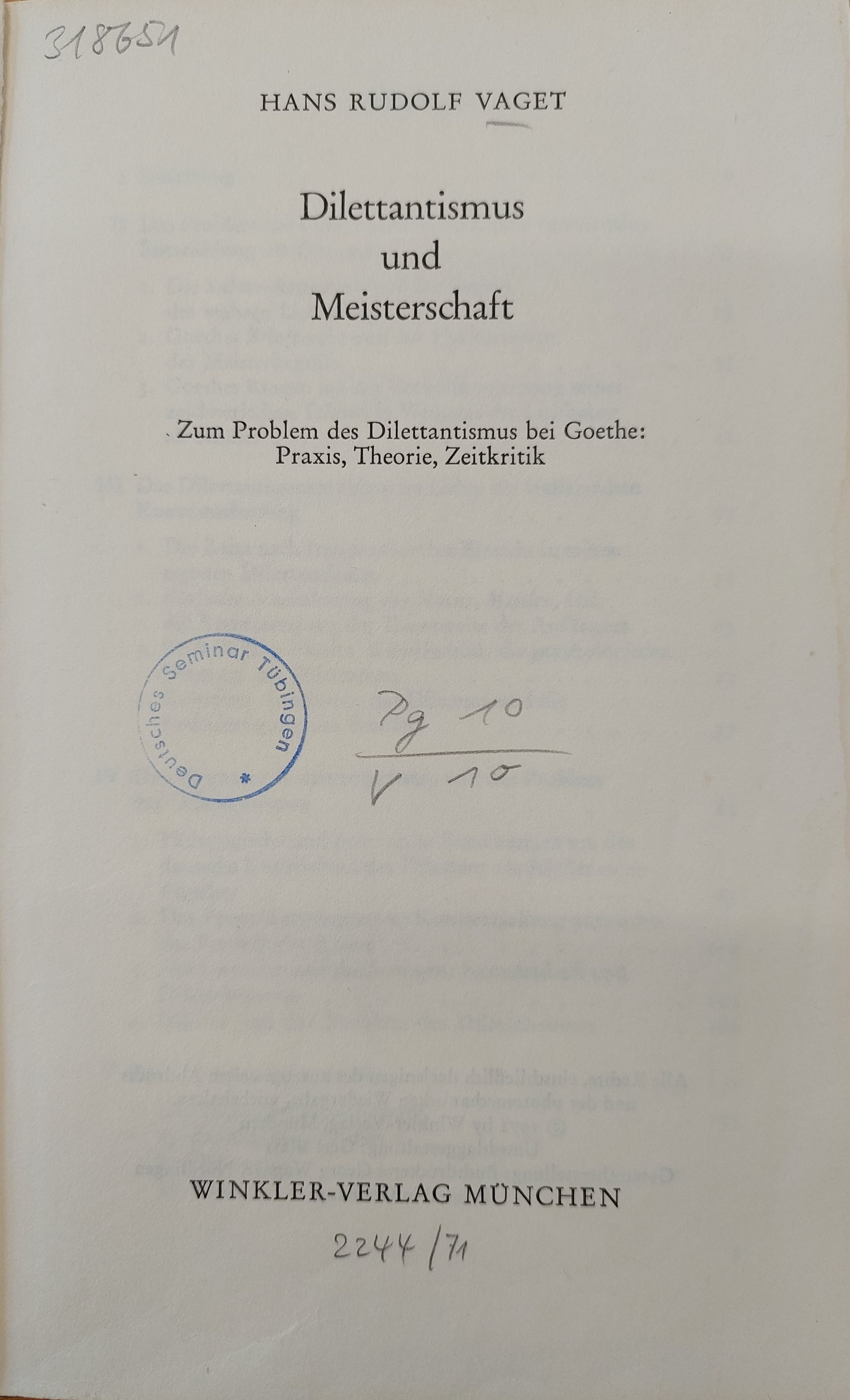
Page de titre de la thèse de Vaget soutenue à New York.

- Dilettantismus und Meisterschaft. Zum Problem des Dilettantismus bei Goethe. Praxis, Theorie, Zeitkritik. Winkler, München 1971 (Thèse à la Columbia University, New York).
- Goethe. Der Mann von 60 Jahren. Mit einem Anhang über Thomas Mann. Athenäum, Königstein/Ts. 1982,  (ISBN 3-7610-8170-7).
- Thomas-Mann-Kommentar. Zu sämtlichen Erzählungen. Winkler, München 1984.
- Thomas Mann und Richard Strauss. Zeitgenossenschaft ohne Brüderlichkeit. In: Thomas-Mann-Jahrbuch. Band 3. Frankfurt am Main 1990,  (ISSN 0935-6983), S. 50–85.
- Fontane, Wagner, Thomas Mann. Zu den Anfängen des modernen Romans in Deutschland. In: Eckhard Heftrich (Hrsg.): Theodor Fontane und Thomas Mann. Die Vorträge des internationalen Kolloquiums in Lübeck 1997. 1998,  (ISBN 3-465-02991-7).
- „Von hoffnungslos anderer Art.“ Thomas Manns Wälsungenblut im Lichte unserer Erfahrung. In: Thomas Mann und das Judentum. Thomas-Mann-Studien. Klostermann, Frankfurt am Main 2004.
- mit Udo Bermbach (Hrsg.): Getauft auf Musik. Festschrift für Dieter Borchmeyer. Königshausen & Neumann, Würzburg 2006,  (ISBN 3-8260-3398-1).
- Seelenzauber. Thomas Mann und die Musik. Verlag S. Fischer, Frankfurt a. M. 2006.
- Wagnerian Self-Fashioning. The Case of Adolf Hitler. In: New German Critique 101, vol. 34 (2007), S. 95–114.
- Thomas Mann's „The Magic Mountain.“ A Casebook in Criticism. Oxford University Press, New York 2008.
- Im Schatten Wagners. Thomas Mann über R. Wagner. Texte und Zeugnisse. S. Fischer, Frankfurt am Main 2010.
- Thomas Mann, der Amerikaner. Leben und Werk im amerikanischen Exil, 1938–1952. S. Fischer, Frankfurt am Main 2011.
- Deutschtum und Judentum. Zu Erich Kahlers Bedeutung für Thomas Mann. In: Deutsche Vierteljahrsschrift für Literaturwissenschaft und Geistesgeschichte, LXXXVI (2012), S. 145–164.
- »Wehvolles Erbe«: Richard Wagner in Deutschland. Hitler, Knappertsbusch, Mann. S. Fischer, Frankfurt am Main 2017,  (ISBN 978-3-10-397244-3).